# NUTS de nivell I
La nomenclatura de les unitats territorials estadístiques o NUTS, és una codificació geogràfica estàndard per fer referència a les divisions administratives dels països amb fins estadístics. L'estàndard va ser desenvolupat per la Unió Europea.
Hi ha tres nivells de NUTS definits, amb dos subnivells anomenats unitat administrativa local (UAL). No tots els països tenen aquestes subdivisions, que depenen de la seva mida. Un dels casos més extrems és el de Luxemburg, que només té UAL; les tres divisions NUTS corresponen a tot el país en si mateix.
A continuació es presenten les regions NUTS de nivell I de la Unió Europea.

### Membres actuals
| Codi | Nom                                | Subdivisions corresponents segon nivell                                                                 | Mapa          |               |               |               |
| AT   | Àustria                            | Àustria                                                                                                 | Àustria       | Àustria       | Àustria       | Àustria       |
| ---- | ---------------------------------- | --- | ------------- | ------------- | ------------- | ------------- |
| AT1  | Àustria Oriental                   | Burgenland, Baixa Àustria, Viena                                                                        |               |               |               |               |
| AT2  | Àustria Meridional                 | Caríntia, Estíria                                                                                       |               |               |               |               |
| AT3  | Àustria Occidental                 | Alta Àustria, Salzburg, Tirol, Vorarlberg                                                               |               |               |               |               |
| BE   | Bèlgica                            | Bèlgica                                                                                                 | Bèlgica       | Bèlgica       | Bèlgica       | Bèlgica       |
| BE1  | Regió de Brussel·les-Capital       | Regió de Brussel·les-Capital                                                                            |               |               |               |               |
| BE2  | Regió de Flandes                   | Anvers, Limburg, Flandes Oriental, Brabant Flamenc, Flandes Occidental                                  |               |               |               |               |
| BE3  | Regió de Valònia                   | Brabant Való, Hainaut, Lieja, Luxemburg, Namur                                                          |               |               |               |               |
| BG   | Bulgària                           | Bulgària                                                                                                | Bulgària      | Bulgària      | Bulgària      | Bulgària      |
| BG3  | Bulgària Nord i Oriental           | Regió de planificació nord-est, Regió planificació nord-central, Regió de planificació nord-occidental, |               |               |               |               |
| BG4  | Bulgària Sud Oest i Sud Central    | Regió de planificació sud-oest, Regió de planificació sud-central, Regió de planificació sud-est        |               |               |               |               |
| CY   | Xipre                              | Xipre                                                                                                   | Xipre         | Xipre         | Xipre         | Xipre         |
| CY0  | Xipre                              | Xipre                                                                                                   |               |               |               |               |
| CZ   | Txèquia                            | Txèquia                                                                                                 | Txèquia       | Txèquia       | Txèquia       | Txèquia       |
| CZ0  | República Txeca                    | Praga, Bohémia Central, Sud-oest, Nord-oest, Nord-est, Sud-est, Moràvia Central, Moràvia-Silèsia        |               |               |               |               |
| DE   | Alemanya                           | Alemanya                                                                                                | Alemanya      | Alemanya      | Alemanya      | Alemanya      |
| DE1  | Baden-Württemberg                  | Stuttgart, Karlsruhe, Friburg, Tübingen                                                                 |               |               |               |               |
| DE2  | Baviera                            | Alta Baviera, Baixa Baviera, Alt Palatinat, Alta Francònia, Francònia Mitjana, Baixa Francònia, Suàbia  |               |               |               |               |
| DE3  | Berlín                             | Berlín                                                                                                  |               |               |               |               |
| DE4  | Brandenburg                        | Brandenburg-Nord-est, Brandenburg-Sud-oest                                                              |               |               |               |               |
| DE5  | Bremen                             | Bremen                                                                                                  |               |               |               |               |
| DE6  | Hamburg                            | Hamburg                                                                                                 |               |               |               |               |
| DE7  | Hessen                             | Darmstadt, Gießen, Kassel                                                                               |               |               |               |               |
| DE8  | Mecklemburg – Pomerània Occidental | Mecklemburg – Pomerània Occidental                                                                      |               |               |               |               |
| DE9  | Baixa Saxònia                      | Braunschweig, Hanover, Lüneburg, Weser-Ems                                                              |               |               |               |               |
| DEA  | Rin del Nord-Westfàlia             | Düsseldorf, Colònia, Münster, Detmold, Arnsberg                                                         |               |               |               |               |
| DEB  | Renània-Palatinat                  | Koblenz, Trier, Rheinhessen-Pfalz                                                                       |               |               |               |               |
| DEC  | Saarland                           | Saarland                                                                                                |               |               |               |               |
| DED  | Saxònia                            | Chemnitz, Dresden, Leipzig                                                                              |               |               |               |               |
| DEE  | Saxònia-Anhalt                     | Saxònia-Anhalt                                                                                          |               |               |               |               |
| DEF  | Slesvig-Holstein                   | Slesvig-Holstein                                                                                        |               |               |               |               |
| DEG  | Turíngia                           | Turíngia                                                                                                |               |               |               |               |
| DK   | Dinamarca                          | Dinamarca                                                                                               | Dinamarca     | Dinamarca     | Dinamarca     | Dinamarca     |
| DK0  | Dinamarca                          | Hovedstaden, Sjælland, Dinamarca Meridional, Jutlàndia Central, Jutlàndia Septentrional                 |               |               |               |               |
| EE   | Estònia                            | Estònia                                                                                                 | Estònia       | Estònia       | Estònia       | Estònia       |
| EE0  | Estònia                            | Estònia                                                                                                 |               |               |               |               |
| EL   | Grècia                             | Grècia                                                                                                  | Grècia        | Grècia        | Grècia        | Grècia        |
| EL3  | Àtica                              | Àtica                                                                                                   |               |               |               |               |
| EL4  | Nisia Aigaiou, Kriti               | Egeu Meridional, Egeu Septentrional, Creta                                                              |               |               |               |               |
| EL5  | Voreia Ellada                      | Macedònia Oriental i Tràcia, Macedònia Central, Macedònia Occidental, Epir                              |               |               |               |               |
| EL6  | Kentriki Ellada                    | Tessàlia, Illes Jòniques, Grècia Occidental, Grècia Central, Peloponés                                  |               |               |               |               |
| ES   | Espanya                            | Espanya                                                                                                 | Espanya       | Espanya       | Espanya       | Espanya       |
| ES1  | Nord-oest                          | Galícia, Astúries, Cantàbria                                                                            |               |               |               |               |
| ES2  | Nord-est                           | Euskadi, Navarra, La Rioja, Aragó                                                                       |               |               |               |               |
| ES3  | Comunitat de Madrid                | Comunitat de Madrid                                                                                     |               |               |               |               |
| ES4  | Centre                             | Castella i Lleó, Castella - la Manxa, Extremadura                                                       |               |               |               |               |
| ES5  | Est                                | Catalunya, País Valencià, Illes Balears                                                                 |               |               |               |               |
| ES6  | Sud                                | Andalusia, Murcia, Ceuta, Melilla                                                                       |               |               |               |               |
| ES7  | Illes Canàries                     | Illes Canàries                                                                                          |               |               |               |               |
| FI   | Finlàndia                          | Finlàndia                                                                                               | Finlàndia     | Finlàndia     | Finlàndia     | Finlàndia     |
| FI1  | Finlàndia                          | Finlàndia Oriental, Finlàndia del Sud, Finlàndia Occidental, Oulu, Lapònia                              |               |               |               |               |
| FI2  | Illes Åland                        | Illes Åland                                                                                             |               |               |               |               |
| FR   | França                             | França                                                                                                  | França        | França        | França        | França        |
| FR1  | Illa de França                     | Illa de França                                                                                          |               |               |               |               |
| FR2  | Conca de París                     | Xampanya-Ardenes, Picardia, Alta Normandia, Centre – Val de Loira, Baixa Normandia, Borgonya            |               |               |               |               |
| FR3  | Nord – Pas de Calais               | Nord – Pas de Calais                                                                                    |               |               |               |               |
| FR4  | Est                                | Lorena, Alsàcia, Franc Comtat                                                                           |               |               |               |               |
| FR5  | Oest                               | País del Loira, Bretanya, Poitou-Charentes                                                              |               |               |               |               |
| FR6  | Sud-oest                           | Aquitània, Migdia-Pirineus, Llemosí                                                                     |               |               |               |               |
| FR7  | Centre Est                         | Roine-Alps, Alvèrnia                                                                                    |               |               |               |               |
| FR8  | Mediterràni                        | Llenguadoc-Rosselló, Provença – Alps – Costa Blava, Còrsega                                             |               |               |               |               |
| FR9  | Regió d'ultramar                   | Guadalupe, Martinica, Guaiana Francesa, Illa de la Reunió                                               |               |               |               |               |
| HU   | Hongria                            | Hongria                                                                                                 | Hongria       | Hongria       | Hongria       | Hongria       |
| HU1  | Hongria Central                    | Hongria Central                                                                                         |               |               |               |               |
| HU2  | Transdanúbia                       | Transdanúbia Central, Transdanúbia Meridional, Transdanúbia Occidental                                  |               |               |               |               |
| HU3  | Gran Plana i nord                  | Hongria Septentrional, Gran Plana septentrional, Gran Plana meridional                                  |               |               |               |               |
| IE   | Irlanda                            | Irlanda                                                                                                 | Irlanda       | Irlanda       | Irlanda       | Irlanda       |
| IE0  | Irlanda                            | Border, Midland i Occidental, Meridional i Orient                                                       |               |               |               |               |
| IT   | Itàlia                             | Itàlia                                                                                                  | Itàlia        | Itàlia        | Itàlia        | Itàlia        |
| ITC  | Nord occidental                    | Vall d'Aosta, Ligúria, Llombardia, Piemont                                                              |               |               |               |               |
| ITD  | Nord oriental                      | Emília-Romanya, Friül - Venècia Júlia, Trentino - Alto Adige, Vèneto                                    |               |               |               |               |
| ITE  | Central                            | Laci, Marques, Toscana, Úmbria                                                                          |               |               |               |               |
| ITF  | Meridional                         | Abruços, Basilicata, Calàbria, Campània, Molise, Apúlia                                                 |               |               |               |               |
| ITG  | Insular                            | Sardenya, Sicília                                                                                       |               |               |               |               |
| LT   | Lituània                           | Lituània                                                                                                | Lituània      | Lituània      | Lituània      | Lituània      |
| LT0  | Lituània                           | Lituània                                                                                                |               |               |               |               |
| LU   | Luxemburg                          | Luxemburg                                                                                               | Luxemburg     | Luxemburg     | Luxemburg     | Luxemburg     |
| LU0  | Luxemburg                          | Luxemburg                                                                                               |               |               |               |               |
| LV   | Letònia                            | Letònia                                                                                                 | Letònia       | Letònia       | Letònia       | Letònia       |
| LV0  | Letònia                            | Letònia                                                                                                 |               |               |               |               |
| MT   | Malta                              | Malta                                                                                                   | Malta         | Malta         | Malta         | Malta         |
| MT0  | República de Malta                 | República de Malta                                                                                      |               |               |               |               |
| NL   | Països Baixos                      | Països Baixos                                                                                           | Països Baixos | Països Baixos | Països Baixos | Països Baixos |
| NL1  | Països Baixos Septentrionals       | Groningen, Frísia, Drenthe                                                                              |               |               |               |               |
| NL2  | Països Baixos Orientals            | Overijssel, Gelderland, Flevoland                                                                       |               |               |               |               |
| NL3  | Països Baixos Occidentals          | Utrecht, Holanda del Nord, Holanda del Sud, Zelanda                                                     |               |               |               |               |
| NL4  | Països Baixos Meridionals          | Brabant del Nord, Limburg                                                                               |               |               |               |               |
| PL   | Polònia                            | Polònia                                                                                                 | Polònia       | Polònia       | Polònia       | Polònia       |
| PL1  | Regió central                      | Łódź, Masòvia                                                                                           |               |               |               |               |
| PL2  | Regió sud                          | Petita Polònia, Silèsia                                                                                 |               |               |               |               |
| PL3  | Regió est                          | Lublin, Subcarpàcia, Santa Creu, Podlàquia                                                              |               |               |               |               |
| PL4  | Regió nord-est                     | Gran Polònia, Pomerània Occidental, Lubusz                                                              |               |               |               |               |
| PL5  | Regió sud-est                      | Baixa Silèsia, Opole                                                                                    |               |               |               |               |
| PL6  | Regió nord                         | Cuiàvia i Pomerània, Vàrmia i Masúria, Pomerània                                                        |               |               |               |               |
| PT   | Portugal                           | Portugal                                                                                                | Portugal      | Portugal      | Portugal      | Portugal      |
| PT1  | Portugal Continental               | Nord, Algarve, Centre, Lisboa, Alentejo                                                                 |               |               |               |               |
| PT2  | Açores                             | Açores                                                                                                  |               |               |               |               |
| PT3  | Madeira                            | Madeira                                                                                                 |               |               |               |               |
| RO   | Romania                            | Romania                                                                                                 | Romania       | Romania       | Romania       | Romania       |
| RO1  | U                                  | Nord-est, Centre                                                                                        |               |               |               |               |
| RO2  | Dos                                | Nord-est, Sud-est                                                                                       |               |               |               |               |
| RO3  | Tres                               | Sud, Bucureşti-Ilfov                                                                                    |               |               |               |               |
| RO4  | Quatre                             | Sud-oest, Oest                                                                                          |               |               |               |               |
| SE   | Suècia                             | Suècia                                                                                                  | Suècia        | Suècia        | Suècia        | Suècia        |
| SE1  | Suècia Oriental                    | Estocolm, Suècia Mitjana Oriental                                                                       |               |               |               |               |
| SE2  | Suécia Meridional                  | Småland med öarna, Suècia del Sud, Suècia de l'Oest                                                     |               |               |               |               |
| SE3  | Suècia Septentrional               | Suècia Mitjana Septentrional, Mitjana Norrland, Alta Norrland                                           |               |               |               |               |
| SI   | Eslovènia                          | Eslovènia                                                                                               | Eslovènia     | Eslovènia     | Eslovènia     | Eslovènia     |
| SI0  | Eslovènia                          | Eslovènia Oriental, Eslovènia Occidental                                                                |               |               |               |               |
| SK   | Eslovàquia                         | Eslovàquia                                                                                              | Eslovàquia    | Eslovàquia    | Eslovàquia    | Eslovàquia    |
| SK0  | Eslovàquia                         | Bratislava, Eslovàquia Occidental, Eslovàquia Central, Eslovàquia Oriental                              |               |               |               |               |

### Antics membres
| UKC | Nord-est d'Anglaterra  | Tees Valley i Durham, Northumberland i Tyne i Wear                                                        |  |
| UKD | Nord-oest d'Anglaterra | Cumbria, Cheshire, Greater Manchester, Lancashire, Merseyside                                             |  |
| UKE | Yorkshire i Humber     | East Yorkshire i Nord Lincolnshire, North Yorkshire, South Yorkshire, West Yorkshire                      |  |
| UKF | Midlands de l'Est      | Derbyshire i Nottinghamshire, Leicestershire, Rutland i Northamptonshire, Lincolnshire                    |  |
| UKG | West Midlands          | Herefordshire, Worcestershire i Warwickshire, Shropshire i Staffordshire, West Midlands                   |  |
| UKH | Est d'Anglaterra       | East Anglia, Bedfordshire i Hertfordshire, Essex                                                          |  |
| UKI | Gran Londres           | Londres-Centre, Londres-Perifèria                                                                         |  |
| UKJ | Sud-est d'Anglaterra   | Berkshire, Buckinghamshire, Oxfordshire, Surrey, East Sussex, West Sussex, Hampshire, Isle of Wight, Kent |  |
| UKK | Sud-oest d'Anglaterra  | Gloucestershire, Wiltshire i Bristol/Bath area, Dorset i Somerset, Cornualla i Illes Scilly, Devon        |  |
| UKL | País de Gal·les        | Gal·les Occidental i The Valleys, Gal·les Oriental                                                        |  |
| UKM | Escòcia                | Escòcia Oriental, Escòcia Occidental Sud, Escòcia Oriental Nord, Terres Altes i Illes                     |  |
| UKN | Irlanda del Nord       | Irlanda del Nord                                                                                          |  |